# Jane (banda)
Jane é uma banda de rock progressivo e krautrock que foi formada em outubro de 1970 em Hanôver, Alemanha.

## História
O Jane foi formado em outubro de 1970 em Hanôver após o fim da banda Justice Of Peace. Klaus Hess (guitarra), Peter Panka (bateria) e Werner Nadolny (teclados) buscavam novos desafios e aliaram-se a Charly Maucher (baixo elétrico). Na primavera de 1971, eles juntaram-se a Bernd Pulst, o vocalista de voz poderosa que eles buscavam. Pouco tempo após isso, eles assinaram um contrato de gravação de longa duração e em 1972 lançaram o seu clássico primeiro álbum.
Ao longo de sua carreira, a banda sofreu uma série de alterações em sua formação e a partir da metade da década de 1990 o seu nome passou a sofrer variações. Ao lado de bandas como Eloy, Grobschnitt, Novalis e Birth Control, o Jane é considerado como uma das melhores bandas de krautrock com seguidores devotados que podem ser encontrados em países como a sua terra natal Alemanha, a vizinha Áustria ou em locais mais distantes como o Brasil, onde chegou a ter álbuns lançados na década de 1970 com o selo Sábado Som.
Em sua longa discografia, são apontados como destaque seu álbum de estreia, Together, considerado pelos fãs de rock progressivo e Krautrock como um dos grandes ícones do estilo, os dois álbuns gravados com o ex-tecladista do Eloy Manfred Wieckzorcke, Live At Home e Between Heaven & Hell, e também os álbuns Here We Are e Age of Madness.

## Músicos

### Formação atual
- Charly Maucher: Vocais, baixo elétrico
- Werner Nadolny: teclados, vocais
- Klaus Walz: Guitarra solo, Vocais
- Fritz Randow: Bateria (substituindo o falecido Peter Panka)
- Arndt Schulz: Guitarra elétrica e vocais
- Wolfgang Krantz: teclados

### Ex-integrantes
- Peter Panka (3 de março de 1948 - 28 de junho de 2007): Vocais, Bateria
- Bernd Pulst: Vocais
- Werner Nadolny: teclados
- Predrag Jovanović (aka Pedja): Guitarra elétrica, vocais
- Martin Hesse: baixo elétrico
- Gottfried Janko: teclados, Vocais (falecido em 2004)
- Klaus Hess: Guitarra elétrica, vocais
- Manfred Wieczorke: teclados

## Discografia

### Álbuns

#### Como Jane
- Together (1972)
- Here We Are (1973)
- Jane III (1974)
- Lady (1975)
- Fire, Water, Earth and Air (1976)
- Live at Home (1976)
- Between Heaven and Hell (1977)
- Age of Madness (1978)
- Sign No. 9 (1979)
- Jane (Mask) (1980)
- Germania (1981)
- Warlock Rock Ballet soundtrack (feat. Lady Jane) (1983)
- Beautiful Lady (1986)
- Live '88 (1989)
- Live '89 (1990)
- Genuine (2002)

#### Como Peter Panka's Jane
- Resurrection (1996)
- Live 2002 (2002)
- Shine On (2003)
- Voices (2006)
- Live At META's (2007)
- Traces (2009)

#### Como Mother Jane
- Comes alive (2000)

#### Como Lady Jane
- Back again (2000)

#### Como Klaus Hess' Mother Jane
- In Dreams (2009)

#### Como Werner Nadolny's Jane
- Proceed with Memories (2009)

### Singles

#### Como Jane
- Daytime (1972)
- Here we are (1973)
- Bambule Rock (1974)
- Age of madness (1978)
- Love Song (1978)
- Beautiful lady (Maxi-Single) (1986)

#### Como Mother Jane
- Together we stand (1998)

### Compilações
- Waiting for the sunshine (1979)
- Rock on brain (2 LP) (1980)

### DVD
- Krautrock Meeting (2005)
- Tribute To Peter Panka (2008)
- Phoenix (2008)